# Кози (фільм)
«Кози» (англ. Goats) — фільм 2012 року режисера Крістофера Ніла та сценариста Марка Пуарьє на основі роману Кози. Історія про чотирнадцятирічного хлопчика Елліса і козопаса — сорокарічного недоумкуватого, який живе поруч з Еллісом і його матір'ю і виконує всю брудну роботу в обмін на їжу та дах над головою для нього самого і його кіз. Вільний від роботи час козопас присвячує вирощуванню і вживанню марихуани. Елліс — його єдиний друг. З козопасом хлопчик готовий ділити навіть холодні нічні переходи через пустелю у пошуках нових пасовищ. Ідилія закінчується, коли Еллісу настає час відправлятися на навчання в інший кінець країни, в школу, за яку платить його відсутній батько.
Фільм отримав оцінку 20 % на Rotten Tomatoes на основі 25 відгуків.

## У ролях
- Віра Фарміґа — Венді
- Девід Духовни — Козопас
- Грехем Філліпс — Елліс
- Дакота Джонсон — Мінні
- Кері Расселл — Джуді
- Джастін Кірк — Беннет
- Тай Барелл — Френк
- Алан Рак — Др. Елдрідж
- Мінні Драйвер — камео Шаман